# Rancenay
Rancenay est une commune française située dans le département du Doubs, la région culturelle et historique de Franche-Comté et la région administrative Bourgogne-Franche-Comté.
Ses habitants sont appelés les Rancenais et Rancenaises.

## Géographie

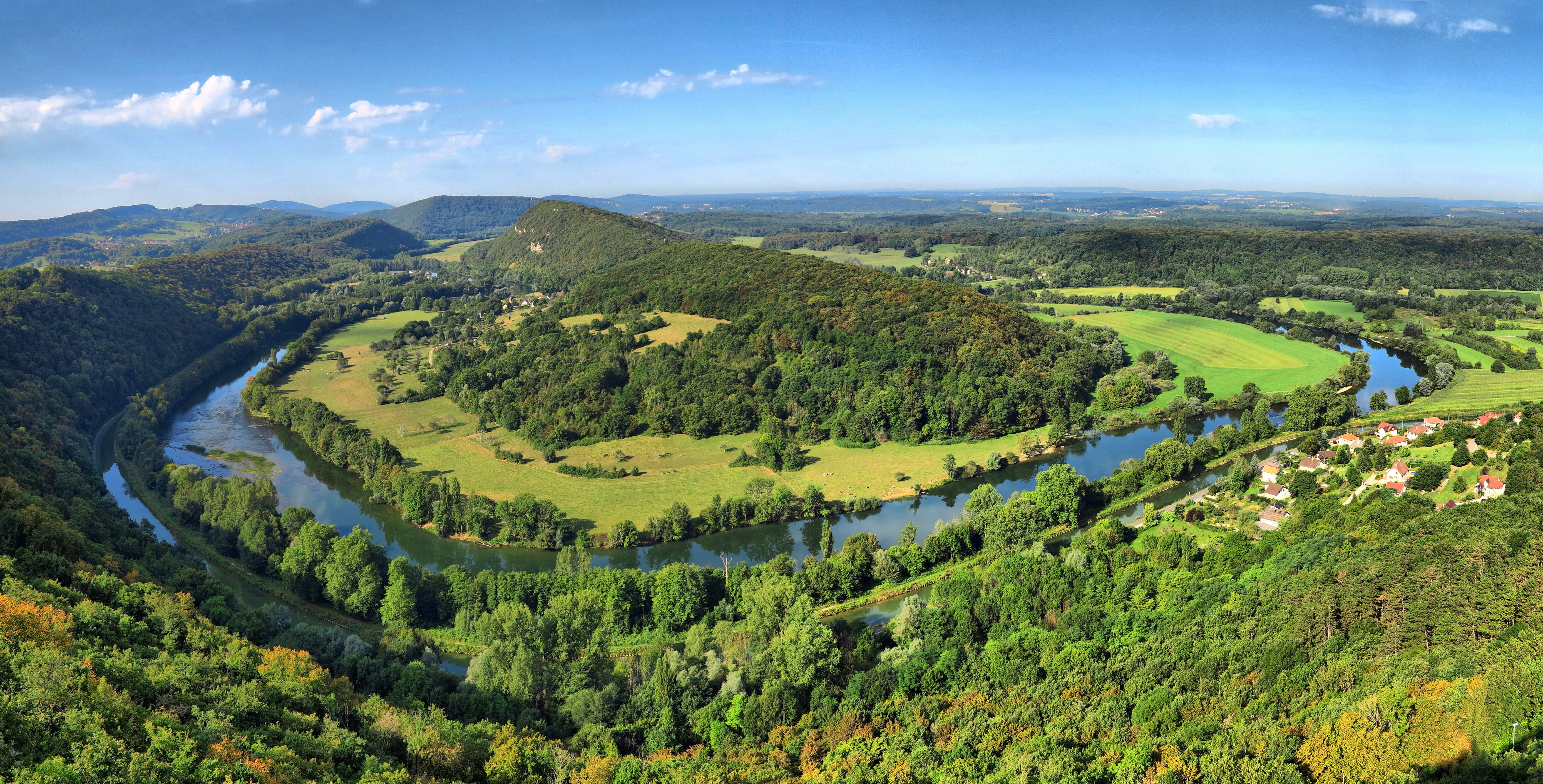
La boucle du Doubs qui entoure le village.

Rancenay est situé à environ 4 km au sud-ouest de Besançon, et il est ceint par une boucle du Doubs.

### Climat
Pour des articles plus généraux, voir Climat de la Bourgogne-Franche-Comté et Climat du Doubs.
En 2010, le climat de la commune est de type climat de montagne, selon une étude du Centre national de la recherche scientifique s'appuyant sur une série de données couvrant la période 1971-2000. En 2020, Météo-France publie une typologie des climats de la France métropolitaine dans laquelle la commune est exposée à un climat semi-continental et est dans la région climatique  Jura, caractérisée par une forte pluviométrie en toutes saisons (1 000 à 1 500 mm/an), des hivers rigoureux et un ensoleillement médiocre. 
Pour la période 1971-2000, la température annuelle moyenne est de 10,8 °C, avec une amplitude thermique annuelle de 17,4 °C. Le cumul annuel moyen de précipitations est de 1 169 mm, avec 13,1 jours de précipitations en janvier et 9,5 jours en juillet. Pour la période 1991-2020, la température moyenne annuelle observée sur la station météorologique de Météo-France la plus proche, « Dannemarie-sur-Crète », sur la commune de Dannemarie-sur-Crète à 7 km à vol d'oiseau, est de 11,3 °C et le cumul annuel moyen de précipitations est de 1 066,6 mm. 
La température maximale relevée sur cette station est de 39,9 °C, atteinte le 25 juillet 2019 ; la température minimale est de −22 °C, atteinte le 9 janvier 1985,,. 
Les paramètres climatiques de la commune ont été estimés pour le milieu du siècle (2041-2070) selon différents scénarios d'émission de gaz à effet de serre à partir des nouvelles projections climatiques de référence DRIAS-2020. Ils sont consultables sur un site dédié publié par Météo-France en novembre 2022.

## Urbanisme

### Typologie
Au 1er janvier 2024, Rancenay est catégorisée commune rurale à habitat dispersé, selon la nouvelle grille communale de densité à 7 niveaux définie par l'Insee en 2022.
Elle est située hors unité urbaine. Par ailleurs la commune fait partie de l'aire d'attraction de Besançon, dont elle est une commune de la couronne,. Cette aire, qui regroupe 310 communes, est catégorisée dans les aires de 200 000 à moins de 700 000 habitants,.

### Occupation des sols
L'occupation des sols de la commune, telle qu'elle ressort de la base de données européenne d’occupation biophysique des sols Corine Land Cover (CLC), est marquée par l'importance des territoires agricoles (50,3 % en 2018), une proportion identique à celle de 1990 (50,3 %). La répartition détaillée en 2018 est la suivante : forêts (37,6 %), prairies (28,1 %), terres arables (14,8 %), eaux continentales (12 %), zones agricoles hétérogènes (7,4 %). L'évolution de l’occupation des sols de la commune et de ses infrastructures peut être observée sur les différentes représentations cartographiques du territoire : la carte de Cassini (XVIIIe siècle), la carte d'état-major (1820-1866) et les cartes ou photos aériennes de l'IGN pour la période actuelle (1950 à aujourd'hui).

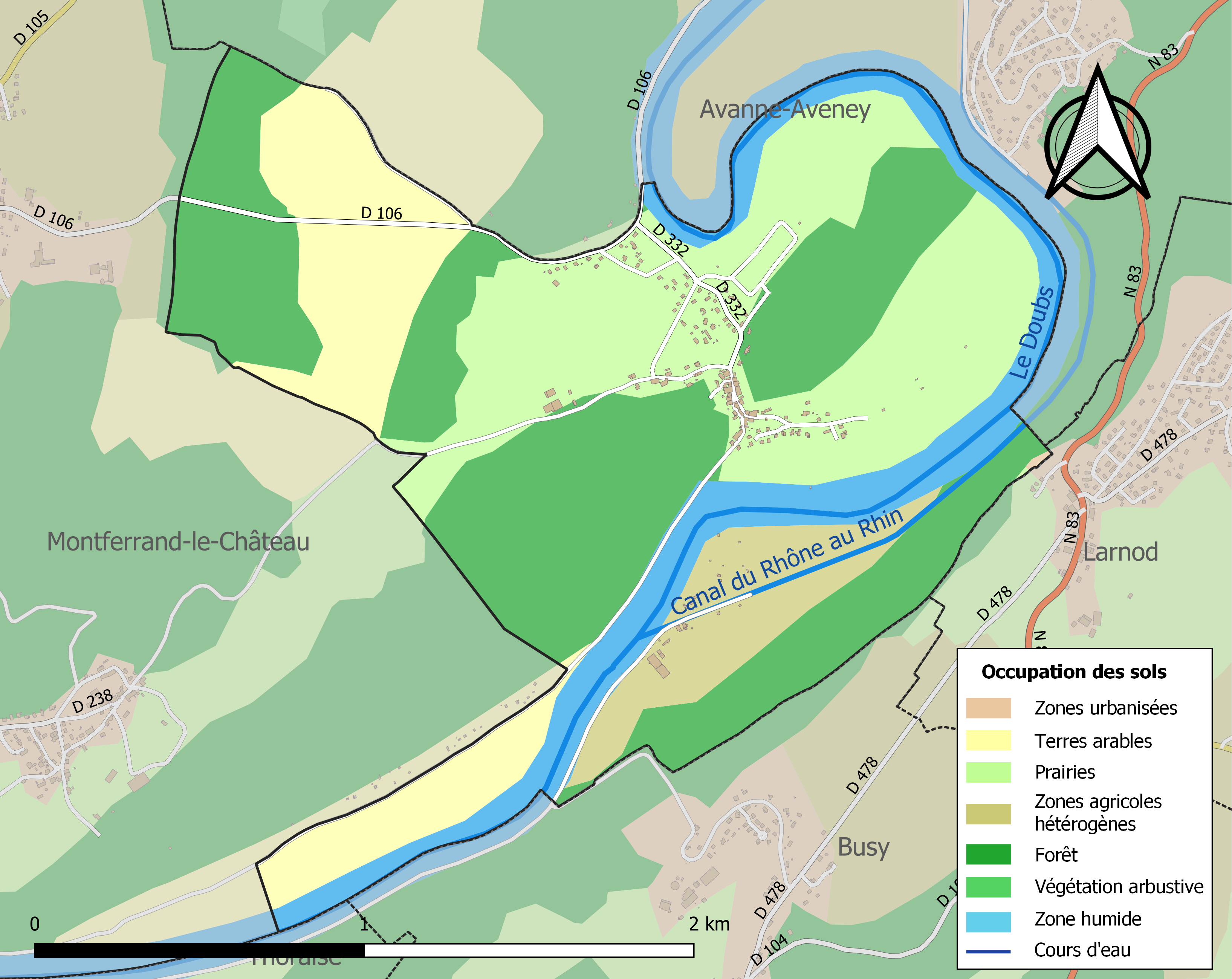
Carte des infrastructures et de l'occupation des sols de la commune en 2018 (CLC).

## Toponymie
Rancinay en 1089 ; Rancennais vers 1150 ; Rancenay en 1245 ; Rancannay en 1294 ; Ranconnay en 1406.

## Histoire
Rancenay est mentionné dans des textes à partir du Xe siècle, comme village faisant partie de la seigneurie de Montferrand-le-Château, avant de devenir fief des Gauthiot d’Ancier du XVe siècle jusqu’en 1629. Peu après, Rancenay est légué aux jésuites du Collège Victor Hugo de Besançon par Antoine-François Gauthiot d’Ancier, et restera leur propriété jusqu’à la Révolution. Les terres du village produisent principalement des céréales et de la vigne jusqu’au XVIIIe siècle, avant que la cueillette des fruits prenne le pas jusque dans les années 1950. Le village prit un grand retard économique, à cause entre autres du terrain ingrat et du manque de ressources.

## Transport
La commune est desservie par la ligne  52  du réseau de transport en commun Ginko.

## Politique et administration
| Période                                  | Période  | Identité         | Étiquette | Qualité  |
| ---------------------------------------- | -------- | ---------------- | --------- | -------- |
| 1995                                     | 2001     | Gilbert Gauthier |           |          |
| 2001                                     | 2008     | Michel Lethier   |           |          |
| 2008                                     | mai 2020 | Pierre Piguet    | DVD       | Retraité |
| mai 2020                                 | En cours | Nadine Dussaucy  |           |          |
| Les données manquantes sont à compléter. |          |                  |           |          |

## Démographie
L'évolution du nombre d'habitants est connue à travers les recensements de la population effectués dans la commune depuis 1793. Pour les communes de moins de 10 000 habitants, une enquête de recensement portant sur toute la population est réalisée tous les cinq ans, les populations de référence des années intermédiaires étant quant à elles estimées par interpolation ou extrapolation. Pour la commune, le premier recensement exhaustif entrant dans le cadre du nouveau dispositif a été réalisé en 2008.

En 2022, la commune comptait 421 habitants, en évolution de +30,75 % par rapport à 2016 (Doubs : +1,88 %, France hors Mayotte : +2,11 %).
| 1793 | 1800 | 1806 | 1821 | 1831 | 1836 | 1841 | 1846 | 1851 |
| ---- | ---- | ---- | ---- | ---- | ---- | ---- | ---- | ---- |
| 152  | 158  | 182  | 147  | 126  | 133  | 134  | 163  | 167  |

| 1856 | 1861 | 1866 | 1872 | 1876 | 1881 | 1886 | 1891 | 1896 |
| ---- | ---- | ---- | ---- | ---- | ---- | ---- | ---- | ---- |
| 151  | 136  | 128  | 108  | 117  | 128  | 143  | 129  | 132  |

| 1901 | 1906 | 1911 | 1921 | 1926 | 1931 | 1936 | 1946 | 1954 |
| ---- | ---- | ---- | ---- | ---- | ---- | ---- | ---- | ---- |
| 122  | 125  | 107  | 88   | 93   | 78   | 81   | 72   | 75   |

| 1962 | 1968 | 1975 | 1982 | 1990 | 1999 | 2006 | 2008 | 2013 |
| ---- | ---- | ---- | ---- | ---- | ---- | ---- | ---- | ---- |
| 97   | 105  | 163  | 180  | 181  | 250  | 285  | 296  | 284  |

| 2018 | 2022 | - | - | - | - | - | - | - |
| ---- | ---- | - | - | - | - | - | - | - |
| 382  | 421  | - | - | - | - | - | - | - |

## Lieux et monuments
- L'église Notre-Dame de l'Assomption des Champs de Rancenay constitue le seul monument de Rancenay, et a été édifiée en 1725, et classée aux monuments historiques le 2 août 2006. Le monument a été plusieurs fois rénové, notamment par Alphonse Delacroix (entre 1833 et 1834). L'église est dotée d’un clocher-porche datant de 1725, ainsi que d’un plafond caisson orné de croix trilobées peintes. A contrario les visites à l'intérieur du monument ne sont pas autorisées.
- La Double Écluse : située sur le territoire de la commune mais en rive gauche du Doubs, elle permet d'accéder au Canal Rhin-Rhône et de rejoindre directement le barrage d'Avanne. C'est un lieu de promenade agréable et une halte appréciée des bateliers. Une dizaine de bateaux-logements y sont stationnés.
- Il existe aussi un réseau pédestre qui donne accès aux ruines du château de Montferrand-le-Château.

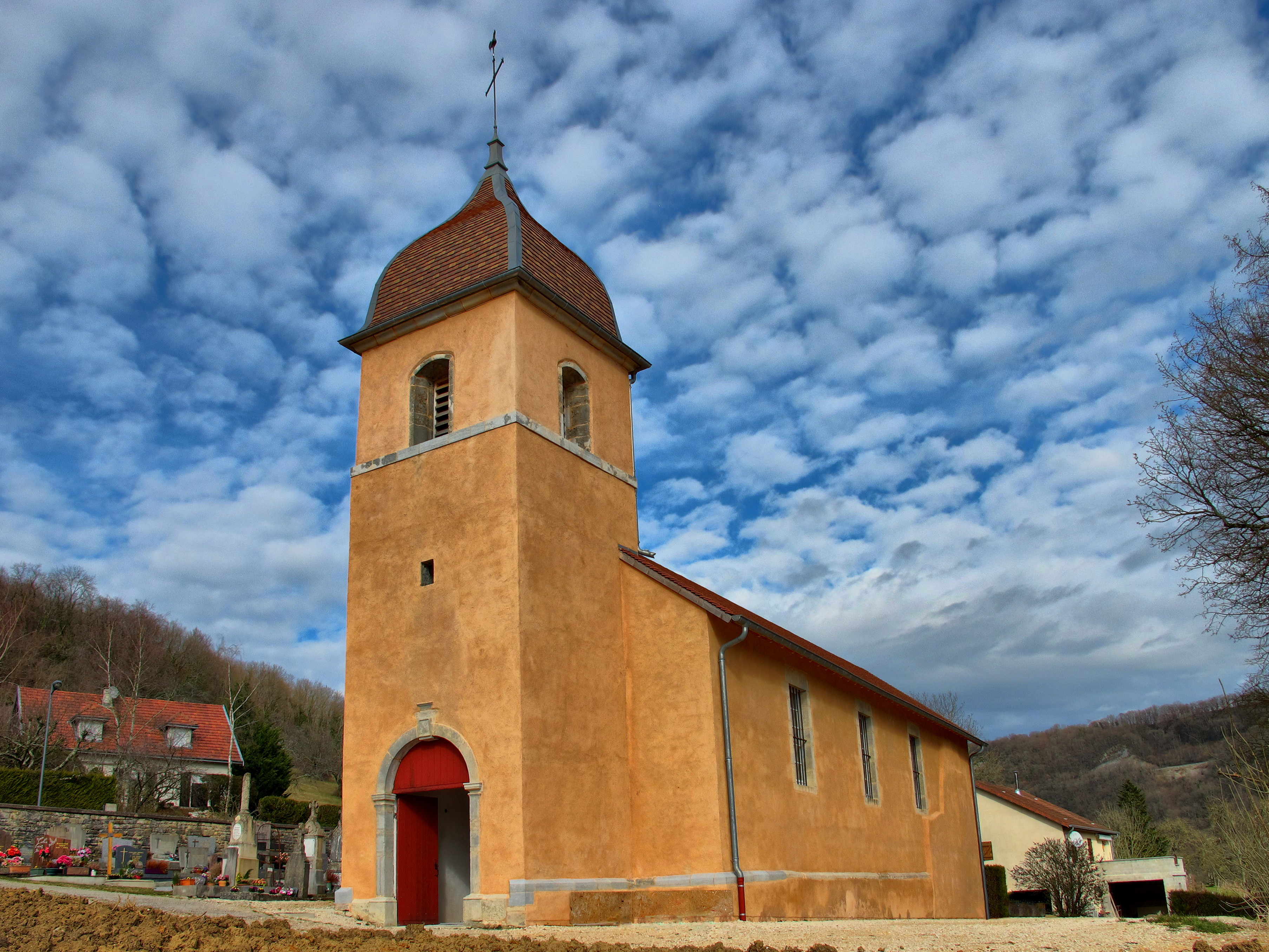
L'église rénovée.
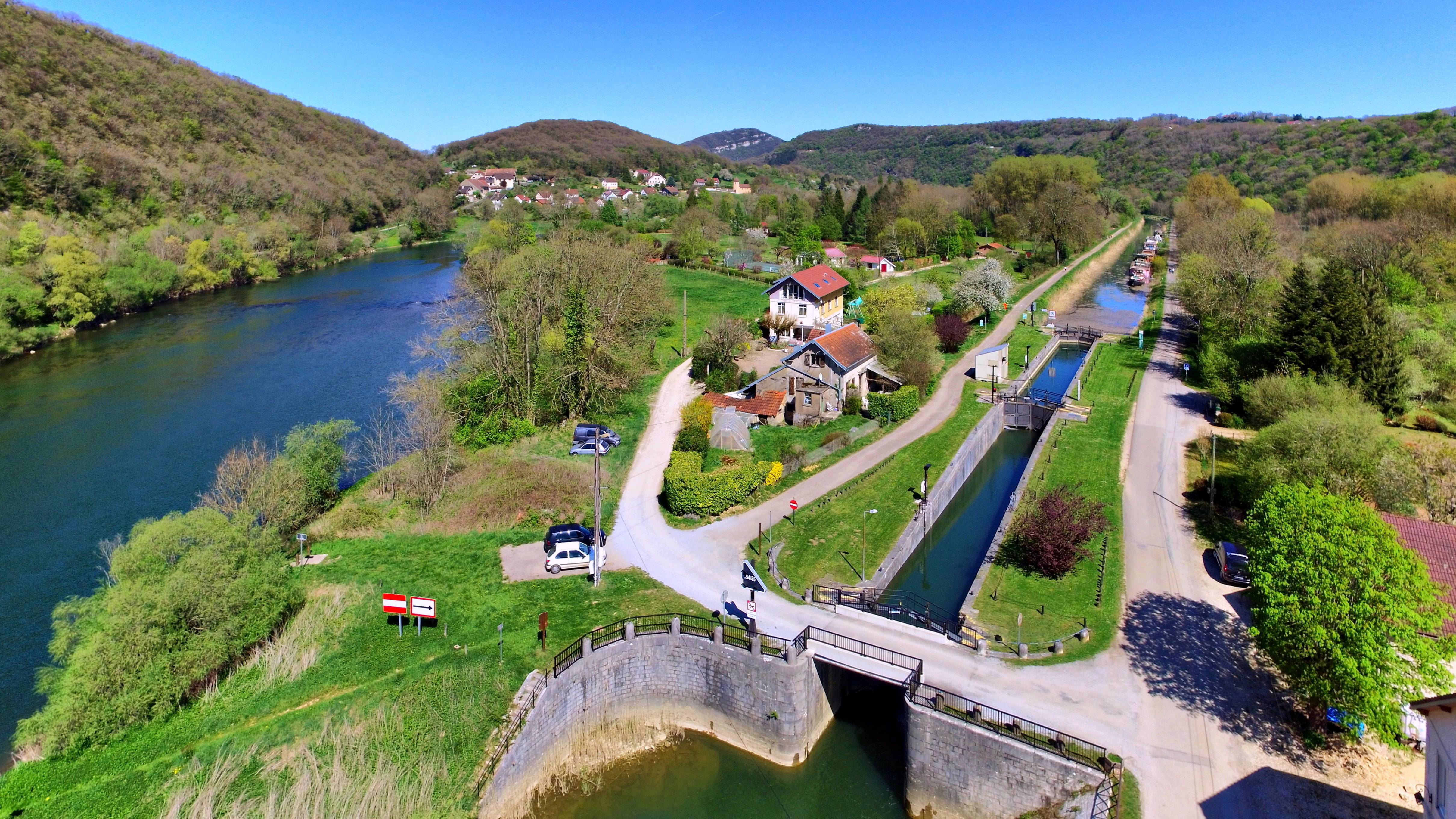
La Double Écluse.

### Héraldique
| Blason de Rancenay | Blason  | Écartelé, le trait du coupé ondé : au 1er d'azur à un clocher porche d'argent au dôme à l'impériale d'argent, sommé d'une croix d'or, ouvert du champ, l'ouverture chargée d'une rose des jardins d'or, au 2e d'argent à cinq croisettes tréflées de gueules, au 3e d'argent à un cerisier au naturel, au 4e d'azur à un faucon grilleté d'argent et couronné d'or. |
| Blason de Rancenay | Détails | Adopté le 28 février 2022. |